# Antonieta, un ángel caído
Antonieta, un ángel caído es una ópera en un acto con un libreto de Verónica Musalem del compositor mexicano Federico Ibarra.

## Acción == Estilo

### Libreto
El libreto no narra la biografía de Antonieta Rivas Mercado de modo lineal. Se presentan fragmentos de su vida, de su infancia, sus cartas y sus amores que revelan el paisaje interior de la protagonista en un orden no lineal. La obra inicia y termina presentando la escena de su suicidio en la catedral de Notre-Dame en París.

## Datos históricos
El estreno de la ópera se preparó con un reparto doble que se repartieron el número inicial de funciones. La ópera tuvo su estreno mundial en función cerrada el 27 de noviembre de 2010 en el Teatro Raúl Flores Canelo del Centro Nacional de las Artes de la Ciudad de México. La primera función para el público estaba programada para el 29 de noviembre de 2010, pero se canceló porque el sindicato del teatro se negó a trabajar. Los días 30 y 31 se realizaron las funciones programadas. La última función se transmitió por Radio Educación de la Ciudad de México. 
Al respecto del estreno la crítica especializada escribió:

(...)las condiciones para el estreno estuvieron muy lejos de las que la obra ameritaba. El Teatro Flores Canelo resulta ser poco práctico para una ópera, quizá funcionó muy bien para grabar las galas de Ópera Prima, pues el escenario y su maquinaria escénica es suficiente, pero es extraño llegar a un teatro donde es más grande el escenario que el aforo mismo, por lo cual la cantidad de público que pudieron presenciar las funciones fue bastante limitado, y conseguir una entrada gratuitas era muy difícil... sin contar con que una de las funciones, la del 29 de octubre y que sería grabada para televisión, debió ser cancelada por un paro de actividades mientras se resolvía un conflicto entre el sindicato y las autoridades del Centro Nacional de las Artes.

     Aun así se estrenó y no puedo dejar de decir que salí con sabor agridulce; algo, a mi parecer, no cuajó; me parece que finalmente fue el libreto de Verónica Musalem, que es sabido que lo preparó con investigación y oficio de por medio, el que no resulta estar a la altura de la música, la cual simplemente podría calificar como quizá la más interesante que he escuchado de Ibarra.Sí, Ibarra logró compaginar un nacionalismo que siempre le ha sido ajeno con su particular lenguaje; por fortuna tuvo el oficio y la pericia para lograr escribir una música que nos remitiera perfectamente al nacionalismo sin tener que recurrir a pastiches ni citas. En especial resulta destacable, por el manejo de textura y lenguajes, el momento de la inauguración del Ángel de la Independencia que junto con el inicio mismo de la ópera, sin duda, es música que mira más a la universal que a la nacionalista y que, a lo largo de la ópera, nos está hablando siempre de atmósferas muy personales y cuestionamientos del personaje principal, con un cariz obscuro, por momentos hasta tenebroso y que nunca deja de ser Ibarra, pero ahora enriquecido por otras músicas que lo hace más que destacable.
        Revista L'Orfeo (http://www.lorfeo.org/3aEd/3a/Indice/indice.html) Diciembre 2010)

### Reparto del estreno
| Papel                   | Tesitura    | Estreno absoluto: 27 de noviembre de 2010 Teatro Raúl Flores Canelo del Centro Nacional de las Artes Reparto doble para cada personaje Puesta en escena de José Antonio Morales y Rosa Blanes Rex |
| ----------------------- | ----------- | --- |
| Antonieta               | mezzosprano | Grace Echauri / Lidia Rendón |
| Antonio Rivas Mercado   | barítono    | Guillermo Ruiz / Daniel Cervantes |
| Alegoría de la política | barítono    | Edgar Gil / Enrique Ángeles |
| Alegoría del arte       | tenor       | Gerardo Reynoso / Oscar Santana |
| Alegoría del amor       | soprano     | Cynthia Sánchez / Guadalupe Jiménez |
|                         |             | Orquesta Sinfónica Juvenil Carlos Chávez |
|                         |             | Coro Magisterial del S.N.F.M |
|                         |             | Cuerpo de Baile de la Escuela Nacional de Danza Clásica y Contemporánea |
|                         |             | Dirección: Enrique Barrios Director del Coro: Alejandro León. Preparación musical: Thusnelda Nieto. Director asistente: Iván López Reynoso. Proyección virtual: Rafael Blásquez.                  |

### Recepción
* Estreno absoluto: 27 de noviembre de 2010 en el Teatro Raúl Flores Canelo del Centro Nacional de las Artes de la Ciudad de México.

## Literatura complementaria
- http://eleconomista.com.mx/entretenimiento/2010/10/20/componen-opera-antonieta-rivas-mercado